# Mer de Tourgaï
La mer de Tourgaï ou détroit de Tourgaï, également connue sous le nom de mer de Sibérie occidentale, est une étendue d'eau salée peu profonde, dite épicontinentale ou mer intérieure, du Mésozoïque et du Cénozoïque. Elle s'étendait du nord de l'actuelle mer Caspienne jusqu'à la zone paléartique, et a existé depuis le Jurassique moyen jusqu'à l'Oligocène, c'est-à-dire il y a 160 à 29 millions d'années.
Durant cette période, la mer de Tourgaï n'eut pas une présence permanente, demeurant néanmoins un élément caractéristique persistant de la région. Elle « fragmenta l'Europe du Sud et le Sud-Ouest asiatique en de nombreuses îles et sépara l'Europe de l'Asie ».

## Impacts sur la faune
La division du continent eurasiatique par la mer de Tourgaï eut pour effet d'isoler certaines populations animales, comme les dinosaures à cornes (Ceratopsia) du Crétacé dont l'ère de développement était réduite à l'Asie et à l'ouest de l'Amérique du Nord, alors connectés.

L'existence de la mer de Tourgaï influença également la répartition de certaines espèces de poissons d'eau vive et d'amphibiens.
Lors de la Grande Coupure (extinction de masse de la fin de l'Éocène), le détroit de Turgaï s'assèche partiellement, ce qui réunit « l'île Europe » au continent asiatique et favorise la migration en Europe de mammifères d'origine asiatique aux « caractères modernes » (rhinocéros, ruminants, porcins, hamsters, écureuils, lapins). Cette vague migratoire entraîne une quasi-disparition des mammifères endémiques européens moins adaptés au froid, les températures ayant subi une chute rapide — à l'échelle des temps géologiques — de l'ordre de 4 à 6 °C en environ 500 000 ans.

## Étymologie
Le nom de la mer de Tourgaï provient de ceux existants dans le Kazakhstan d'aujourd'hui, la rivière de Tourgaï et la vallée de Tourgaï.